# Jasienica (gmina)
Pour les articles homonymes, voir Jasienica.
Jasienica est une gmina rurale du powiat de Bielsko-Biała, Silésie, dans le sud de la Pologne.
La gmina couvre une superficie de 91,714 km2 pour une population de 20 625 habitants.

## Géographie
La gmina borde les gminy de Bielsko-Biała, Brenna, Chybie, Czechowice-Dziedzice, Jaworze et Skoczów.